# Вдовиченко Олександр Петрович
Олекса́ндр Петро́вич Вдовиче́нко — український військовослужбовець, полковник Збройних сил України. Учасник російсько-української війни. Повний лицар ордена Богдана Хмельницького. Позивний «Слов'ян».

## Життєпис
Олександр Вдовиченко народився 25 грудня 1981 року в м. Бердичів на Житомирщині. 2000 року вступив до Харківського інституту танкових військ, який закінчив 2005-го. Службу лейтенант Вдовиченко розпочав у 72-й гвардійській окремій механізованій бригаді, (в/ч А2167), м. Біла Церква. Пройшов шлях від інженера ремонтної роти до командира батальйону. На війні з перших днів. Бойовий шлях розпочав на Східній Україні, в районі населених пунктів Маріуполь, Амвросіївка, Зеленопілля, Волноваха.
Восени 2015 року призначений командиром 1-го батальйону 72-ї бригади. Навесні 2016 батальйон брав участь у міжнародних навчаннях на Яворівському полігоні в рамках «Об'єднаної багатонаціональної групи з підготовки — Україна» (JMTG-U).
З серпня 2016-го 1-й батальйон призначений резервом АТО. У жовтні того ж року Олександр Вдовиченко завів ввірений підрозділ в Авдіївку. Понад рік перший бат героїчно обороняв позиції в авдіївській промзоні.
Під час війни, 2017 року, закінчив Національний університет оборони України імені Івана Черняховського.
З березня 2018 по квітень 2019 — начальник штабу — перший заступник командира окремого Президентського полку імені Гетьмана Богдана Хмельницького.
З квітня 2019 по січень 2021 року — начальник штабу — перший заступник командира 28-ї окремої механізованої бригади імені Лицарів Зимового Походу.
У лютому 2021 року став командиром 101-ї окремої бригади охорони Генерального штабу.
3 серпня 2021 по серпень 2022 року командував 72-ю окремою механізованою бригадою імені Чорних Запорожців. На початку російського вторгнення в Україну, в лютому й березні 2022 року, бригада під командуванням Олександра Вдовиченка боронила столицю України — місто Київ, підрозділи 72-ї ОМБр тримали оборону на лівобережжі — Гоголів, Русанів, Калинівка, на правобережжі — Вишгород, Гута-Межигірська, Мощун, Горенка, Гостомель, уздовж річки Ірпінь.
Одружений. Дружина — Світлана, син — Олександр.

## Нагороди
- орден Богдана Хмельницького I ступеня (2022) — за особисту мужність і самовіддані дії, виявлені у захисті державного суверенітету та територіальної цілісності України, вірність військовій присязі[3].
- орден Богдана Хмельницького II ступеня (2017) — за особисту мужність і самовідданість, виявлені у захисті державного суверенітету та територіальної цілісності України, вірність військовій присязі[4].
- орден Богдана Хмельницького III ступеня (2016) — за особисту мужність, самовідданість і високий професіоналізм, виявлені у захисті державного суверенітету та територіальної цілісності України, вірність військовій присязі[5].
- відзнака Міноборони «За зміцнення обороноздатності» (2016)[6].
- нагородна зброя пістолет Glock 17.